# Frédéric Bompard
Pour les articles homonymes, voir Bompard.
Frédéric Bompard, né le 30 décembre 1962 à Asnières-sur-Seine (France), est un  ancien footballeur français qui a évolué au poste de gardien de but, reconverti en entraîneur.
Longtemps fidèle adjoint de Rudi Garcia, il devient entraineur de l'En Avant Guingamp en 2021 après le limogeage de Mehmed Baždarević. Le 8 février 2025 il est nommé entraineur du Football Club Sochaux-Montbéliard qui évolue alors en National 1.

## Biographie

### Carrière de joueur
Formé à l'AS Corbeil-Essonnes, avec un certain Rudi Garcia qui deviendra un ami intime. Il garda les cages de Évry FC, Reims, Besançon, l'AS Corbeil-Essones puis le Paris FC avant de ranger les gants à 38 ans.

### Carrière d'entraineur
Après une première expérience avec la réserve du Paris FC, il est nommé entraineur de Béziers en CFA 2, club qui le limogera en 2001. Après cette saison ratée, il décida de se rapprocher de son ami d'enfance Rudi Garcia, qui avait des touches au Dijon FCO, club de National.

Le tandem parvient à faire monter le club bourguignon en Ligue 2, puis à le stabiliser durant 2 saisons consécutives.

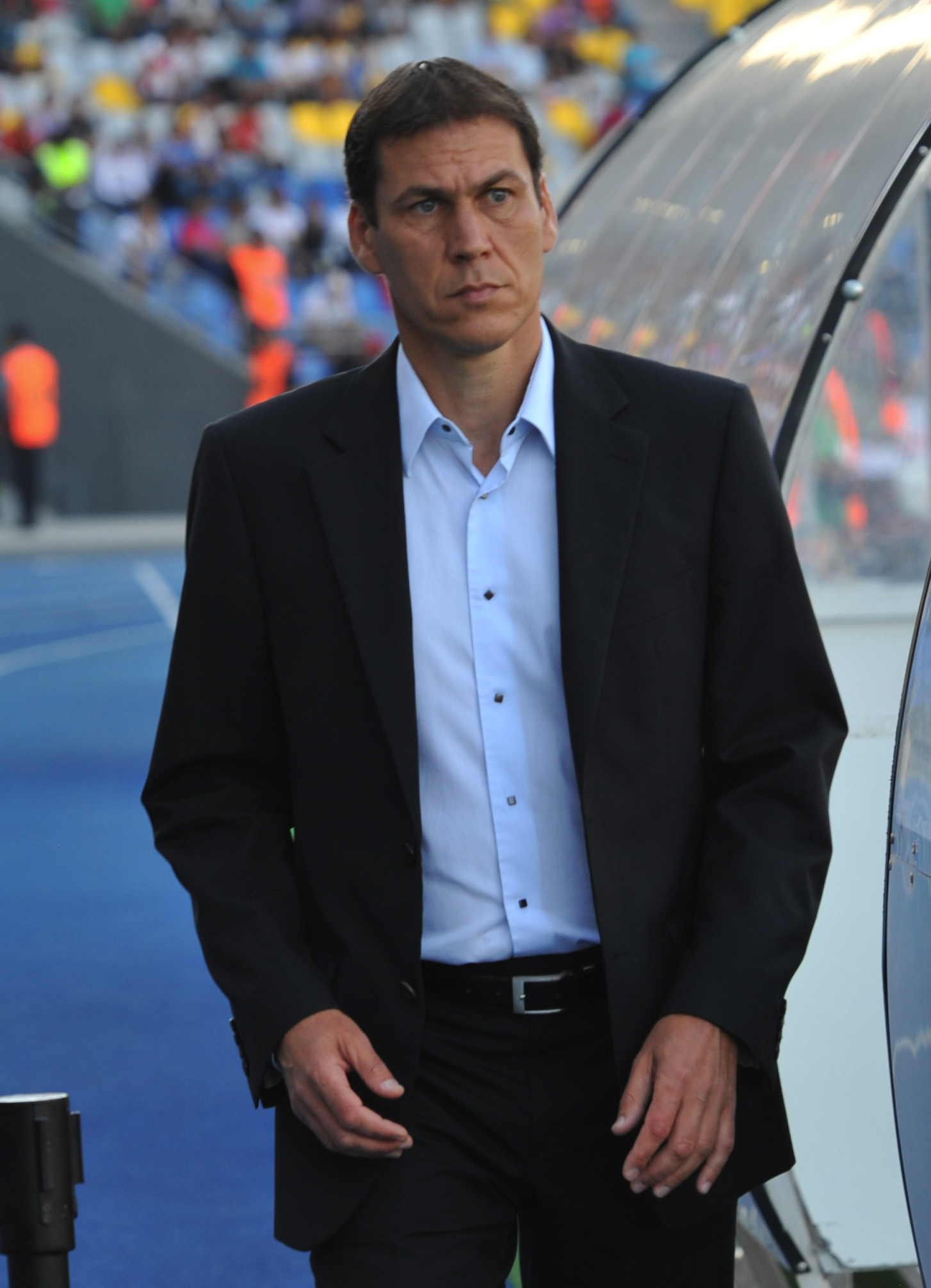
Frédéric Bompard aura été durant longtemps le second de son ami Rudi Garcia (photo).

Cependant le duo se sépara en 2008 puisque Rudi Garcia fut nommé coach du Mans FC, tandis que Bompard décida de rester en Bourgogne. Cela ne durera qu'une saison puisqu'après la nomination de Garcia à Lille, Bompard le rejoignit pour être son adjoint.
Après son expérience dans le Nord, avec à la clé un titre de champion de France 2010-11, il devient adjoint de Garcia à l'AS Roma, puis à l'Olympique de Marseille.
Il est nommé adjoint de Sylvain Didot à Guingamp en 2020, puis devient l'entraineur principal en 2021 à la suite des mauvais résultats de ses prédécesseurs Didot et Baždarević. Après le succès de la mission maintien, il quitte le club, n'ayant pas le BEPF pour pouvoir entrainer dans la durée.
Il obtient ce même diplôme 1 an plus tard.
De 2022 à 2024, il est l'entraineur de Nimes Olympique. Cependant, son mandat est un échec car il ne peut empêcher la descente du club en National 1 en raison de la mauvaise gestion de son président. Il quitte le club au printemps 2024 alors que le club évite de justesse une nouvelle descente. Il devient l'entraîneur du club du FC Sochaux-Montbéliard en février 2025.